# Tethysbaena sanctaecrucis
Tethysbaena sanctaecrucis är en kräftdjursart som först beskrevs av Jan Hendrik Stock 1976.  Tethysbaena sanctaecrucis ingår i släktet Tethysbaena och familjen Monodellidae. Inga underarter finns listade i Catalogue of Life.